# C.C. Lemon
 (juillet 2011).
Si vous disposez d'ouvrages ou d'articles de référence ou si vous connaissez des sites web de qualité traitant du thème abordé ici, merci de compléter l'article en donnant les références utiles à sa vérifiabilité et en les liant à la section « Notes et références ».

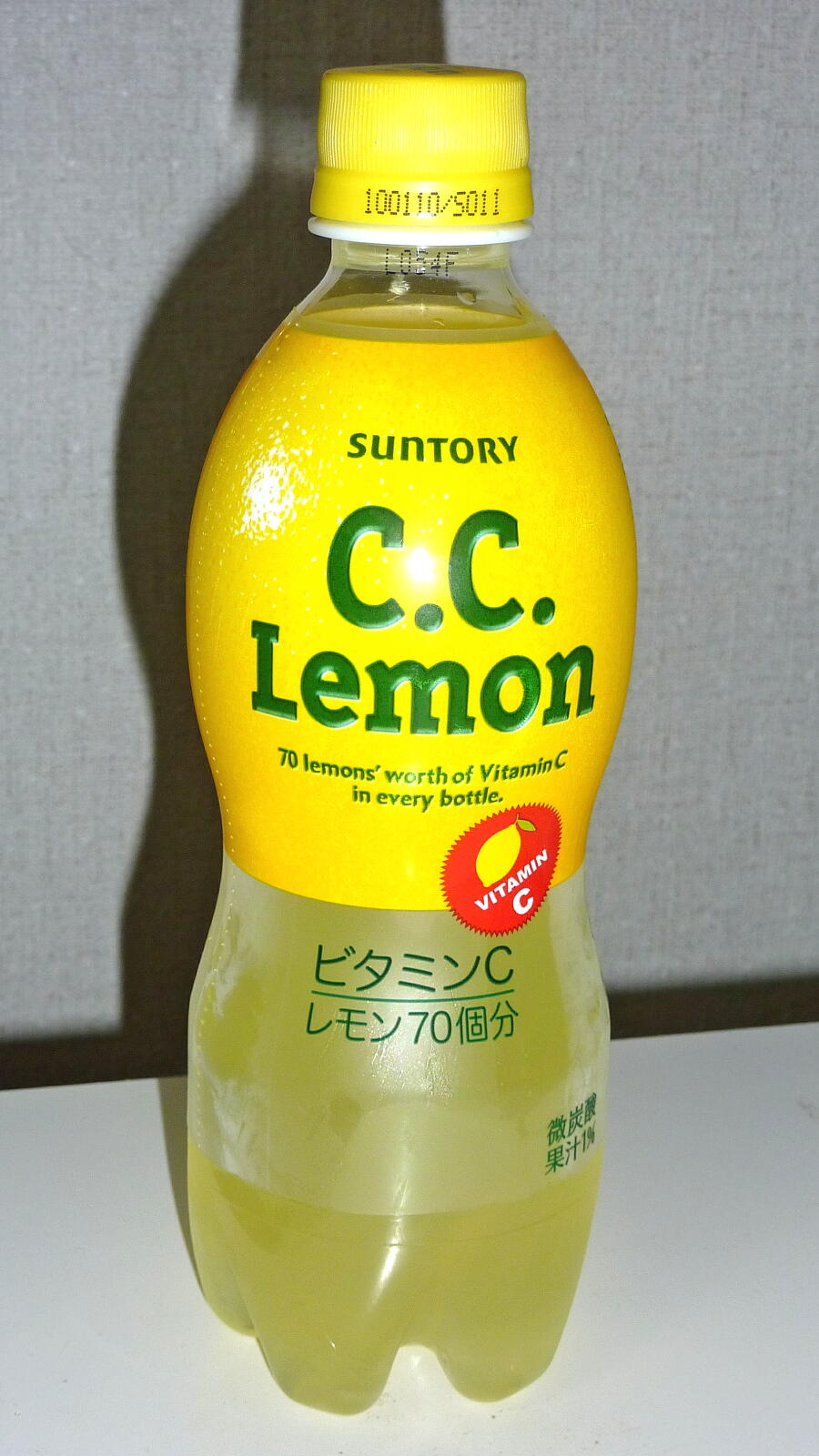
Une bouteille de C.C. Lemon.

C.C. Lemon est une boisson gazeuse japonaise lancée par Suntory en 1994. Elle est la troisième boisson la plus populaire au Japon, derrière les géants américains Coca-Cola et Pepsi-Cola. Elle est connue pour son goût citronné et pour ses publicités avec les personnages de la série Les Simpson. La mascotte, M. C.C. Lemon, salue les gens sur le site officiel, et déclare qu’il est "un gars pétillant qui aime faire rire les gens." C’est un américain entièrement vêtu de jaune.
Elle est vendue au Viêt Nam depuis 2014.